# Björn von Sydow (militär)
Björn Ryno von Sydow, född den 4 november 1867 i Stockholm, död där den 1 januari 1935, var en svensk militär och företagsledare. Han var far till Tullia von Sydow.
von Sydow blev underlöjtnant vid flottan 1891, löjtnant där 1894, kapten 1901 och kommendörkapten 1921. Han var verkställande direktör vid Vaxholms ångfartygsaktiebolag 1913–1918 och vid rederiaktiebolaget Svea 1918–1934. von Sydow blev ordförande i Ångfartygsbefälhavaresällskapet 1913, i Skärgårds- och mälarflottans rederiförening 1914, i styrelsen för Stockholms sjömanshus 1918 och i direktionen för navigationsskolan i Stockholm 1919. Han blev riddare av Svärdsorden 1912 och av Vasaorden 1921 samt kommendör av andra klassen av sistnämnda orden 1932. von Sydow vilar på Galärvarvskyrkogården.